# 志村の夜
『志村の夜』（しむらのよる）は、フジテレビ系列で2017年4月12日から2018年9月26日まで毎週水曜日 0:55 - 1:25（火曜深夜、JST）に放送されたお笑いバラエティ番組で、志村けんの冠番組。イザワオフィスによる企画・制作。放送局のフジテレビは編成・広報のみ担当。

## 概要
志村の深夜コント番組16作目。
レギュラー陣は丸高愛実が続投。白鳥久美子（たんぽぽ）が新たに加入、肥後克広、上島竜兵（ダチョウ倶楽部）が『志村座』以来1年6か月ぶりの復帰。
番組の構成は前番組『志村の時間』同様、前半はコント、後半はトークとなっている。設定は従来通りのホームドラマ風だが、志村が刑事（警察官）の設定となっている。
志村は2020年3月、上島は2022年5月にそれぞれ逝去したため、肥後も含めた3人で共演した最後の番組となった。
2018年9月26日、約1年半の放送を終了。同年10月10日より後継番組『志村でナイト』が放送開始。
2025年7月よりCS放送のファミリー劇場にて再放送予定。

## 出演者
- 志村けん - 多忙な日々を送る定年間近のベテラン刑事。妻と死別し、娘・愛実と暮らす。
- 肥後克広（ダチョウ倶楽部） - 志村宅の向かいにある食堂「みよし亭」主人。いつも夫婦げんかをしている。
- 上島竜兵（ダチョウ倶楽部） - 志村の後輩刑事。志村に叱責されることが多い。肥後とは小学校からの幼馴染。
- 丸高愛実 - 志村と同居する一人娘。頼りない父を注意することも多いが、自身も天然ボケのところがある。
- 白鳥久美子（たんぽぽ） - 肥後の妻。アゴの長さをいじられている。
- 林田真尋（フェアリーズ） - 「みよし亭」のアルバイト店員。

## コーナー
コント
番組前半で行われる。「志村宅」「商店街」「みよし亭」の3シーンが用意されている。
トーク
番組後半で行われる。出演者全員とゲストによるトークコーナー。コントとトークが混在している場合もある。
ゲスト
出典： 
| 回 | 放送日         | ゲスト                         | 回 | 放送日         | ゲスト                |
| -- | -------------- | ------------------------------ | -- | -------------- | --------------------- |
| 1  | 2017年4月11日  | ゲストなし                     | 28 | 2017年10月24日 | 大堀恵 永島聖羅       |
| 2  | 2017年4月18日  | 観月ありさ                     | 29 | 2017年10月31日 | マギー審司 タナカ太郎 |
| 3  | 2017年4月25日  | 観月ありさ                     | 30 | 2017年11月7日  | マギー審司 タナカ太郎 |
| 4  | 2017年5月2日   | カンニング竹山                 | 31 | 2017年11月14日 | 柴田理恵              |
| 5  | 2017年5月9日   | カンニング竹山                 | 32 | 2017年11月21日 | 柴田理恵              |
| 6  | 2017年5月16日  | 田中道子                       | 33 | 2017年11月28日 | ゲストなし            |
| 7  | 2017年5月23日  | 田中道子                       | 34 | 2017年12月5日  | ゲストなし            |
| 8  | 2017年5月30日  | 鈴木亜美                       | 35 | 2017年12月12日 | 堀田茜                |
| 9  | 2017年6月6日   | 三四郎                         | 36 | 2018年1月9日   | 生田佳那              |
| 10 | 2017年6月13日  | 三四郎                         | 37 | 2018年1月16日  | 箭内夢菜              |
| 11 | 2017年6月20日  | 滝沢カレン                     | 38 | 2018年1月23日  | 岡田結実 入矢麻衣     |
| 12 | 2017年6月27日  | 滝沢カレン                     | 39 | 2018年1月30日  | C;ON                  |
| 13 | 2017年7月4日   | 磯山さやか 大島麻衣            | 40 | 2018年2月6日   | 佐藤美希 山根千佳     |
| 14 | 2017年7月11日  | 磯山さやか 大島麻衣            | 41 | 2018年2月13日  | ゲストなし            |
| 15 | 2017年7月18日  | 板野友美                       | 42 | 2018年2月20日  | ゲストなし            |
| 16 | 2017年7月25日  | 千鳥                           | 43 | 2018年2月27日  | 松井珠理奈（SKE48）   |
| 17 | 2017年8月1日   | 千鳥                           | 44 | 2018年3月6日   | 椿鬼奴                |
| 18 | 2017年8月8日   | ゲストなし                     | 45 | 2018年3月13日  | 椿鬼奴                |
| 19 | 2017年8月15日  | 三田友梨佳 久慈暁子 海老原優香 |    |                |                       |
| 20 | 2017年8月22日  | 三田友梨佳 久慈暁子 海老原優香 |    |                |                       |
| 21 | 2017年8月29日  | 杉原杏璃                       |    |                |                       |
| 22 | 2017年9月5日   | ダレノガレ明美                 |    |                |                       |
| 23 | 2017年9月12日  | ダレノガレ明美                 |    |                |                       |
| 24 | 2017年9月      | 総集編①                        |    |                |                       |
| 25 | 2017年         | 総集編②                        |    |                |                       |
| 26 | 2017年10月10日 | 足立梨花                       |    |                |                       |
| 27 | 2017年10月17日 | 足立梨花                       |    |                |                       |

- 第25回 2018年4月10日・17日 丘みどり
- 第26回 2018年4月24日 大原優乃
- 第27回 2018年5月1日・8日 カミナリ（竹内まなぶ・石田たくみ）
- 第28回 2018年5月15日 岡副麻希
- 第29回 2018年5月22日・29日 ライス（田所仁・関町知弘）
- 第30回 2018年6月5日・12日 新井恵理那
- 第31回 2018年6月19日・26日 銀シャリ（鰻和弘・橋本直）
- 第32回 2018年7月10日 柴田阿弥
- 第33回 2018年7月17日 永尾まりや
- 第34回 2018年7月24日・31日 和牛（水田信二・川西賢志郎）
- 第35回 2018年8月7日・14日 三田友梨佳・ 井上清華・杉原千尋
- 第36回 2018年8月21日・28日 とろサーモン（久保田かずのぶ・村田秀亮）
- 第37回 2018年9月4日・11日 ガンバレルーヤ（よしこ・まひる）

面接（第1回 - 第4回）
コントとトークを兼ねたコーナー。「みよし亭」のアルバイト面接と称し、若手女性タレントを迎えてトークを繰り広げる。
- 第1回 國保美貴
- 第2回 中江友梨（東京女子流）
- 第3回 八重樫琴美（Chubbiness）
- 第4回 林田真尋（レギュラー確定）

## ネット局
| 放送対象地域   | 放送局             | 系列           | 放送開始日                    | 放送日時                     | 備考       |
| -------------- | ------------------ | -------------- | ----------------------------- | ---------------------------- | ---------- |
| 関東広域圏     | フジテレビ         | フジテレビ系列 | 2017年4月12日 -               | 水曜 0:55 - 1:25（火曜深夜） | 制作局     |
| 岩手県         | 岩手めんこいテレビ | フジテレビ系列 | 2017年4月12日 -               | 水曜 0:55 - 1:25（火曜深夜） | 同時ネット |
| 福島県         | 福島テレビ         | フジテレビ系列 | 2017年4月12日 -               | 水曜 0:55 - 1:25（火曜深夜） | 同時ネット |
| 島根県・鳥取県 | 山陰中央テレビ     | フジテレビ系列 | 2017年4月12日 -               | 水曜 0:55 - 1:25（火曜深夜） | 同時ネット |
| 高知県         | 高知さんさんテレビ | フジテレビ系列 | 2017年4月12日 -               | 水曜 0:55 - 1:25（火曜深夜） | 同時ネット |
| 山形県         | さくらんぼテレビ   | フジテレビ系列 | 2017年10月10日 -              | 水曜 0:55 - 1:25（火曜深夜） | 同時ネット |
| 秋田県         | 秋田テレビ         | フジテレビ系列 | 2017年4月22日 -               | 水曜 0:55 - 1:25（火曜深夜） | 遅れネット |
| 広島県         | テレビ新広島       | フジテレビ系列 | 2017年4月25日 -               | 火曜 1:55 - 2:25（月曜深夜） | 遅れネット |
| 静岡県         | テレビ静岡         | フジテレビ系列 | 2017年4月25日 -               | 火曜 2:05 - 2:35（月曜深夜） | 遅れネット |
| 福岡県         | テレビ西日本       | フジテレビ系列 | 2017年4月29日 -               | 火曜 0:25 - 0:55（月曜深夜） | 遅れネット |
| 新潟県         | 新潟総合テレビ     | フジテレビ系列 | 2017年4月29日 -               | 土曜 2:00 - 2:30（金曜深夜） | 遅れネット |
| 北海道         | 北海道文化放送     | フジテレビ系列 | 2017年5月23日 -               | 水曜 0:55 - 1:25（火曜深夜） | 遅れネット |
| 沖縄県         | 沖縄テレビ         | フジテレビ系列 | 2017年10月24日 -              | 火曜 1:55 - 2:25（月曜深夜） | 遅れネット |
| 熊本県         | テレビ熊本         | フジテレビ系列 | 2017年11月20日 -              | 月曜 2:25 - 2:55（日曜深夜） | 遅れネット |
| 兵庫県         | サンテレビ         | 独立局         | 2017年4月29日 -               | 土曜 20:54 - 21:24           | 遅れネット |
| 京都府         | KBS京都            | 独立局         | 2018年2月1日 -                | 木曜 21:30 - 22:00           | 遅れネット |
| 青森県         | 青森テレビ         | TBS系列        | 2018年3月12日 - 2019年9月22日 | 月曜 0:50 - 1:20（日曜深夜） | 遅れネット |

## スタッフ
- プロデューサー：井澤健
- 構成：朝長浩之、晨原大輔
- 編成：情野誠人、橋本英司（フジテレビ）
- 広報：平井隆（フジテレビ）
- 美術協力：フジアール
- 技術協力：ニューテレス、IMAGICA、fmt
- 制作協力：エスカンパニー、エクシーズ
- AP：井澤秀治
- 演出：戸上浩、長谷吉洋（エクシーズ）
- 企画制作：イザワオフィス[9]